# Rohan Nichol
Rohan Nichol es un actor australiano, conocido por haber interpretado a Luc Palermo en la serie Headland.

## Biografía
En 2008 se casó con la actriz australiana Peta Sergeant.

## Carrera
Entre 2002 y 2003, apareció como personaje recurrente en la serie médica  All Saints, donde interpretó a Aaron Collingwood. 
En 2005 se unió al elenco de la serie HeadLand, donde interpretó al detective Luc Palermo hasta 2006. Ese mismo año apareció en la exitosa y aclamada película Star Wars: Episode III - Revenge of the Sith, donde interpretó al capitán Raymus Antilles. 
En 2008 apareció en varios episodios de la exitosa serie Underbelly, donde interpretó a Brendan Kraus. 
En 2009 apareció como invitado en la serie policíaca Rush, donde interpretó a Napthorn.
En 2010 apareció en un episodio de la miniserie The Pacific, donde dio vida al teniente Lebec. 
En 2011 apareció como invitado en la serie Terra Nova, donde interpretó a Weaver, un hombre poderoso que es contratado para ayudar al grupo Phoenix a tomar Terra Nova; sin embargo Weaver muere después de que un Carnotaurus lo matara. 
En 2012 apareció como invitado en la serie Miss Fisher's Murder Mysteries, donde interpretó a Vic Freeman. En 2013 se unió al elenco principal de la serie Reef Doctors, donde interpretó al ex-buceador del ejército Toby McGrath, hasta el final de la serie ese mismo año después de que la serie fuera cancelada al terminar la primera temporada.
El 20 de junio de 2017 se unió al elenco principal de la popular serie australiana Home and Away donde interpretó a Ben Astoni, el esposo de Maggie Astoni (Kestie Morassi) y padre de Ziggy y Coco Astoni, hasta el 14 de julio del 2020, después de que su personaje se mudara a Italia junto con Maggie. Previamente había aparecido por primera vez en la serie en 2004 cuando apareció como invitado interpretando al asistente personal Stafford McRae.

## Filmografía[7]

### Series de televisión
| Año         | Título                         | Personaje         | Notas                                           |
| ----------- | ------------------------------ | ----------------- | ----------------------------------------------- |
| 2017 - 2020 | Home and Away                  | Ben Astoni        | 399 episodios                                   |
| 2016        | A Place to Call Home           | Sgt. Brian Taylor | 10 episodios                                    |
| 2016        | Upper Middle Bogan             | Matt              | episodio "If You Knew Susie"                    |
| 2014        | The Exes                       | Profesor Straf    | episodio "Catch It 'Cause You Can"              |
| 2014        | Perception                     | Mick Dorian       | episodio "Shiver"                               |
| 2013        | Reef Doctors                   | Toby McGrath      | 13 episodios                                    |
| 2012        | Miss Fisher's Murder Mysteries | Vic Freeman       | episodio "The Green Mill Murderer"              |
| 2011        | Terra Nova                     | Weaver            | 2 episodios                                     |
| 2011        | Killing Time                   | Det. Scarlett     | episodio # 1.10                                 |
| 2010        | The Pacific                    | Teniente Lebec    | episodio "Gloucester/Pavuvu/Banika" - miniserie |
| 2009        | Rush                           | Napthorn          | 3 episodios                                     |
| 2008        | Underbelly                     | Brendan Kraus     | 3 episodios                                     |
| 2005 - 2006 | Headland                       | Det. Luc Palermo  | 40 episodios                                    |
| 2004        | Home and Away                  | Stafford McRae    | 2 episodios                                     |
| 2002 - 2003 | All Saints                     | Aaron Collingwood | 5 episodios                                     |
| 2002        | White Collar Blue              | Lester Zwick      | episodio # 1.13                                 |
| 2000        | Water Rats                     | Shane Green       | episodio "Reunion"                              |

### Películas
| Año  | Título                                     | Personaje            | Notas                                                                                               |
| ---- | ------------------------------------------ | -------------------- | --------------------------------------------------------------------------------------------------- |
| 2011 | Red Dog                                    | Jocko                | junto a Rachael Taylor, Josh Lucas, Noah Taylor, Keisha Castle-Hughes, Luke Ford y John Batchelor   |
| 2010 | South Solitary                             | Harry Stanley        | junto a Marton Csokas, Miranda Otto, Barry Otto, Essie Davis y Reef Ireland                         |
| 2010 | Mercury                                    | Matt                 | corto - junto a Katie Jean Harding, Bryce Hardy y Brett Solomano                                    |
| 2010 | Veneer                                     | Tom                  | corto - junto a Hannah Marshall y Benjamin Paul Gerrard                                             |
| 2009 | Creating Fortune                           | Ray Fortune          | corto - junto a Genevieve Hegney y Matthew Moore                                                    |
| 2008 | Fool's Gold                                | Stefan               | junto a Matthew McConaughey, Kate Hudson, Todd Lasance y Eddie Ritchard                             |
| 2007 | Katoomba                                   | Gavin                | corto - junto a Claire van der Boom, Michael Dorman, Kieran Darcy-Smith, Ewen Leslie y Emma Lung    |
| 2005 | Star Wars: Episode III-Revenge of the Sith | Cap. Raymus Antilles | junto a Ewan McGregor, Natalie Portman, Hayden Christensen, Ian McDiarmid y Samuel L. Jackson       |
| 2004 | A Man's Gotta Do                           | Paul                 | junto a John Howard, Rebecca Frith, Gyton Grantley y Alyssa McClelland                              |
| 2002 | Garage Days                                | Gerente del Pub      | junto a Kick Gurry, Russell Dykstra, Brett Stiller, Marton Csokas, Holly Brisley y Matthew Le Nevez |

### Teatro
| Año  | Obra                                              | Personaje  | Director (a)     | Teatro               | Notas                                                  |
| ---- | ------------------------------------------------- | ---------- | ---------------- | -------------------- | ------------------------------------------------------ |
| 2012 | Queen Lear                                        | Edgar      | Rachel McDonald  | Melbourne Theatre    | junto a Robyn Nevin, Genevieve Picot y Richard Piper   |
| 2008 | Taking Liberty                                    | Ben Lexcen | Neill Gladwin    | Perth Theatre        | junto a Sean Walsh, Staurt Halusz y Reg Cribb          |
| 2007 | Taming of The Shrew                               | Petruchio  | Rachel McDonald  | Sydney Theatre       | junto a Alice Parkinson, John Leary y Matthew Moore    |
| 2005 | The Mystery of Irma Vep                           | -          | Brendon McDonall | Darlinghurst Theatre | junto a Mark Brady y Joshua Mason                      |
| 2004 | This Blasted Earth/A Christmas Miracle With Music | -          | Leland Kean      | Old Fitz. Theatre    | junto a Travis Cotton, Ewen Leslie y Ella Scott Lynch  |
| 2002 | Stories from Suburban Road                        | -          | Alan Becher      | Ensemble Theatre     | junto a Michelle Doake, Kate Mulvany y Toni Pearen     |
| 2002 | Accelerando                                       | -          | Morgan Smallbone | -                    | junto a Peta Sergeant, Wendy Strehlow y Buster Skeggs  |
| 2001 | The Lights                                        | -          | Rachel McDonald  | Belvoir St. Theatre  | junto a Martelle Hammer y Hayley McElhinney            |
| 2000 | A Cheery Soul                                     | -          | Neil Armfield    | Drama Theatre        | junto a Vanessa Downing, Chris Haywood y Geoff Morrell |